# Beaverton Central megállóhely
Beaverton Central megállóhely a Metropolitan Area Express kék vonalának megállója az Oregon állambeli Beaverton belvárosának közelében.
A megálló közelében található a Linux Alapítvány (korábban Open Source Development Labs) irodáinak otthont adó The Round at Beaverton Central.
2011 márciusában szövetségi támogatással 10 megállóban térfigyelő rendszert építettek ki, köztük itt is.
| Előző állomás                                      |  | Metropolitan Area Express |  | Következő állomás                                    |
| -------------------------------------------------- |  | ------------------------- |  | ---------------------------------------------------- |
| Millikan Waytovább Hatfield Government Center felé |  | Kék vonal                 |  | Beaverton Transit Centertovább Cleveland Avenue felé |

## Fordítás
- Ez a szócikk részben vagy egészben  a   Beaverton Central MAX Station című angol Wikipédia-szócikk ezen változatának fordításán alapul.  Az eredeti cikk szerkesztőit annak laptörténete sorolja fel. Ez a jelzés csupán a megfogalmazás eredetét és a szerzői jogokat jelzi, nem szolgál a cikkben szereplő információk forrásmegjelöléseként.